# Etre Sándor
Etre Sándor (Budapest, 1941. június 22. – 2005. november 11.) magyar diplomata, Magyarország első szöuli nagykövete, Szöul (Seoul) díszpolgára.
Gimnáziumi tanára, a később nagykövetként szolgáló Szabó Ferenc tanácsára kezdett el foglalkozni a koreai nyelvvel. Középiskolai tanulmányai után ösztöndíjasként tanult a phenjani külügyi főiskolán (1959-1962). Ezután a Külügyminisztériumba került. Irodafőtisztként, majd beosztott diplomataként dolgozott a phenjani nagykövetségen 1963 és 1968 között. 1966 és 1971 között elvégezte a Marxizmus-Leninizmus Esti Egyetemét (MLEE). A koreai mellett elsajátította az orosz, japán és német nyelvet is. 1975 és 1977 között elvégezte a moszkvai Diplomáciai Akadémiát. Ezután a Külügyminisztériumban volt előadó, főelőadó, majd főosztályvezető-helyettes.
1979-ben nevezték ki rendkívüli és meghatalmazott nagykövetté majd megbízták a phenjani nagykövetség vezetésével. 1984 és 1988 között a Külügyminisztériumban az Ázsia Főosztály helyettes vezetője volt. 1988-tól a szöuli magyar állandó képviselet vezetője, majd 1989. február 1-től 1994-ig Magyarország első szöuli nagykövete. 1989 és 1993 között számos szöuli tv-műsor vendége volt, kiváló koreai nyelvtudásának köszönhetően nagy népszerűségnek és tiszteletnek örvendett.
1996-ban vonult nyugállományba.

## Kitüntetései
- Haza Szolgálatáért érdemérem arany fokozat (1977)
- Munka Érdemrend arany fokozat (1984)
- Magyar Köztársasági Érdemrend Középkeresztje a csillaggal (1994)